# Edward Smith-Stanley (13e comte de Derby)
Pour les articles homonymes, voir Edward Smith (homonymie), Edward Stanley, Smith, Stanley et Edward Smith-Stanley.
Edward Smith-Stanley dit lord Stanley (21 avril 1775 – 30 juin 1851), 13e comte de Derby, est un homme politique, propriétaire terrien, fermier, collectionneur d’art et naturaliste britannique.

## Biographie
Il est le quatrième enfant et seul fils d'Edward Smith-Stanley, 12e comte de Derby et d'Élisabeth Hamilton, la fille de James Hamilton, 6e duc de Hamilton. Le 30 juin 1798, il épouse Charlotte Margaret Hornby, la fille du révérend Geoffrey Hornby.
Lord Stanley est membre du parlement pour Preston et Lancaster de 1796 à 1832. Il est anobli sous le titre de baron Stanley de Bickerstaffe, de Bickerstaffe dans le comté palatin de Lancastre.
En 1834, il succède à son père comme 13e comte de Derby et abandonne la politique. Il se consacre dès lors à sa collection d'histoire naturelle qui est conservée à Knowsley Hall (en), près de Liverpool. Il possède une grande collection d'animaux vivants. À sa mort on dénombre 1 272 oiseaux et 345 mammifères. Sa collection fut en grande partie conservée au muséum de Liverpool. Il préside la Linnean Society of London de 1828 à 1834.
Il est le mécène d'Edward Lear (1812-1888).

## Source
- (en) Cet article est partiellement ou en totalité issu de l’article de Wikipédia en anglais intitulé « Edward Smith-Stanley, 13th Earl of Derby » (voir la liste des auteurs).